# Reyes (gemeente)
Reyes is een gemeente (municipio) in de Boliviaanse provincie José Ballivián in het departement Beni. De gemeente telt naar schatting 14.323 inwoners (2018). De hoofdplaats is Reyes.

## Indeling
De gemeente bestaat uit 2 kantons:
- Cantón Reyes - 9.286 inwoners (2001)
- Cantón Cavinas - 1.841 inwoners (2001)